# Parque nacional Piedras Blancas
El Parque nacional Piedras Blancas (PNPB) es un área natural protegida, ubicada entre los cantones de Osa y Golfito, provincia de Puntarenas, en la zona sur de Costa Rica.
Ocupa el sector noroccidental del Golfo Dulce, con un relieve predominantemente montañoso. Pertenece al Área de Conservación Osa (ACOSA), dentro del sistema de Áreas silvestres protegidas del SINAC. Su acceso principal es a través del poblado de La Gamba, en Golfito. 

## Creación
El PNPB formaba parte del parque nacional Corcovado bajo el nombre de Bosque Esquinas, pero el 17 de septiembre de 1991 fue creado como tal mediante decreto ejecutivo 20522 - MIRENEM, el cual fue posteriormente modificado mediante decreto ejecutivo 23153- MIRENEM de 1994. Tiene una superficie de 1.200 hectáreas marinas y 14.025 has terrestres, de las cuales 1.895 están alteradas y destinadas ya sea al aprovechamiento forestal, actividades agrícolas, ganadería o cubiertas con matorrales. Hay abundante agua superficial y los ríos arrastran arenas auríferas de poca riqueza. 
En el PNPB se permiten las concesiones y permisos de uso, la investigación y construcción de infraestructura para la investigación, las actividades recreativas extensivas y lainterpretación y educación ambiental.
Este Parque es uno de los más distantes y meridionales del país. Está en la costa sur del Pacífico de Costa Rica y sus coordenadas medias son 08°42′N 83°15′O / 8.700, -83.250. Su límite sur es el Golfo Dulce y al este limita con la Reserva Forestal de Golfito. Se conecta con el PN Corcovado por medio de la Reserva forestal Golfo Dulce.

## Descripción General
El PNPB consiste principalmente en filas angostas y pendientes abruptas cubiertas con bosques primarios y una zona plana con pastizales. El Río Esquinas (el cual recibe este nombre debido a sus numerosos meandros) delimita de forma natural los sectores norte y oeste del parque. Varias quebradas y arroyos atraviesan el parque y desembocan en el río Esquinas. Las llanuras anegables que bordean los dos ríos principales del parque (Esquinas y Bonito) están cubiertas por pastizales (varios abandonados) y bosques secundarios en diversos estados de regeneración. Debido a la intensa tala, prácticamente no existen zonas planas con bosque primario dentro del parque, con la excepción de pequeñas bolsas costeras o bien en las zonas más internas del parque.
También hay pequeños arrecifes coralinos que forman parte del parque En los alrededores del PNPB hay gran cantidad de actividad agrícola y ganadera, lo que hace de este sitio un lugar muy intervenido, lleno de bosques secundarios y charrales, así como de pastizales y algunos frutales.
La cobertura boscosa aumentó significativamente entre los años 1997 y 2005 en las áreas circundantes al PNPB y RNVSG, sin embargo la mayor parte de este aumento la constituyen áreas con bosque secundario joven (entre 12 y 15 años de edad).
En términos de complejidad biológica, se puede encontrar variedad de hábitats como bosque ripario, bosque secundario, bosque primario intervenido, bosque primario, bosque secundario acharralado, bosque secundario en recuperación, bosque primario muy intervenido y humedales.
En estos hábitats se encuentran diversidad de mamíferos y la riqueza de aves es considerable. Los hábitats existentes todavía reúnen las condiciones de cobertura boscosa adecuadas para mantener una estructura poblacional de aves pertenecientes a diferentes gremios. Entre las aves en peligro se encuentra la lapa roja (Ara macao) y el zopilote rey (Sarcoramphus papa).
Los bosques de la zona se caracterizan tener árboles de gran altura y diámetro. Bajo ellos crece una densa variedad de especies de plantas, que se distribuyen a lo largo de un eje vertical que comienza en las capas más altas (de 30 a 50 m) y termina a nivel del suelo.
Entre los mamíferos amenazados encontramos al manigordo y al jaguar (Panthera onca). Otras especies de mamíferos en peligro o en riesgo a desaparecer en la zona son los chanchos de monte (Pecari tajacu), que en el pasado eran comunes y ahora han prácticamente desaparecido del área y el oso caballo Myrmecophaga tridactyla) que tiene el mayor riesgo a desaparecer, posiblemente en el Neotrópico. Entre los murciélagos, dos de las especies identificadas Choeroniscus godmani y Micronycteris sylvestris), están cerca de estar amenazadas.